# Викторов, Василий Филиппович
Василий Филиппович Викторов (1912—1978) — старший лейтенант Рабоче-крестьянской Красной Армии, участник Великой Отечественной войны, Герой Советского Союза (1945).

## Биография
Василий Викторов родился 23 марта (по новому стилю — 5 апреля) 1912 года в деревне Сальково Подольского уезда (ныне в составе Новомосковского административного округа Москвы). Окончил семь классов школы, после чего работал слесарем на одном из подольских заводов. В ноябре 1941 года Викторов был призван на службу в Рабоче-крестьянскую Красную Армию. В 1942 году он окончил курсы младших лейтенантов. С того же года — на фронтах Великой Отечественной войны. К апрелю 1945 года гвардии старший лейтенант Василий Викторов командовал ротой 9-го гвардейского отдельного сапёрного батальона 12-й гвардейской стрелковой дивизии 61-й армии 1-го Белорусского фронта. Отличился во время форсирования Одера.
16-17 апреля 1945 года рота Викторова, несмотря на массированный вражеский огонь, обеспечила успешную переправу через Одер подразделений 37-го гвардейского стрелкового полка в районе посёлка Нойглитцен к северу от города Врицен. В ночь с 17 на 18 апреля в сложных условиях рота Викторова на двух паромах успешно переправила также полковую артиллерию.
Указом Президиума Верховного Совета СССР от 31 мая 1945 года за «мужество и героизм, проявленные в боях» гвардии старший лейтенант Василий Викторов был удостоен высокого звания Героя Советского Союза с вручением ордена Ленина и медали «Золотая Звезда» за номером 7000.
После окончания войны Викторов был уволен в запас. Работал на заводе в Подольске. В 1970-х годах работал в Москве старшим инженером отдела механизации Мосгоргеотреста. Скончался 7 ноября 1978 года, похоронен на Аллее Героев подольского городского кладбища «Красная горка».
Был также награждён орденами Отечественной войны 2-й степени и Красной Звезды, а также рядом медалей.